# Out of Respect for the Dead
Out of Respect for the Dead jedanaesti je studijski album švedskog death metal-sastava Grave. Diskografska kuća Century Media Records objavila ga je 16. listopada 2015.

## Popis pjesama
Tekstovi: Ola Lindgren. 
| 1.    | »Intro / Mass Grave Mass«     | 5:32 |
| 2.    | »Flesh Before My Eyes«        | 5:16 |
| 3.    | »Plain Pine Box«              | 4:20 |
| 4.    | »Out of Respect for the Dead« | 4:11 |
| 5.    | »The Ominous "They"«          | 5:26 |
| 6.    | »Redeemed Through Hate«       | 4:43 |
| 7.    | »Deified«                     | 4:26 |
| 8.    | »Trail of Ungodly Trades«     | 4:38 |
| 9.    | »Grotesque Glory«             | 9:48 |
| 48:20 |                               |      |

## Zasluge
Grave
- Ola Lindgren – gitara, vokal, produkcija
- Ronnie Bergerstål – bubnjevi
- Tobias Cristiansson – bas-gitara, vokal
- Mika Lagrén – gitara

Ostalo osoblje
- Steven Chew – fotografije
- Costin Chloreanu – produkcija, snimanje, inženjer zvuka, miks, mastering